# Carlos de Baviera (1874-1927)
Carlos de Baviera (en alemán: Karl von Bayern; Lindau, 1 de abril de 1874-Múnich, 9 de mayo de 1927) fue miembro de la Casa Real bávara y militar.

## Primeros años y carrera militar
Fue el cuarto hijo pero segundo varón del rey Luis III de Baviera y de su esposa, la archiduquesa María Teresa de Austria-Este, princesa de Módena. Su hermano mayor, Ruperto, fue el último príncipe heredero de Baviera. Descendía de su madre de los duques de Módena, y estaba emparentado a la familia imperial austríaca.
Carlos se unió al ejército bávaro; se convirtió en teniente, luego en capitán después del segundo Regimiento de Infantería. Cuando la monarquía bávara cayó, el 13 de noviembre de 1918, Carlos ocupaba el tercer lugar en la línea de sucesión, después de su hermano, Ruperto, y su sobrino, Alberto. Nunca se casó ni tuvo hijos, y vivió sus últimos años como un ciudadano privado.

## Muerte
Carlos murió a la edad de 53 años, tras una operación de apendicitis. Fue enterrado en la Catedral de Nuestra Señora de Múnich, donde ya descansaban sus padres, muertos unos años antes. Después de la Segunda Guerra Mundial, la catedral fue rediseñada por el cardenal Michael von Faulhaber. Los ataúdes de la familia Wittelsbach enterrados allí se transfirieron a nuevos nichos de pared y se tapiaron detrás de losas de tumbas.